# خان والده
خانِ والده نامی است که در نوشته های فارسی به کاروان‌سرای بزرگ ملکه مادر (به ترکی عثمانی: بیوک والده هان. به ترکی ‌Büyük Valide Han) گفته شده است. خان والده کاروان‌سرای بزرگی در بازار بزرگ استانبول است. این کاروان‌سرا را کوسم سلطان ملکه بزرگ وشهبانوی امپراتوری عثمانی و نایب السلطنه در سده شانزدهم میلادی بنا کرد.

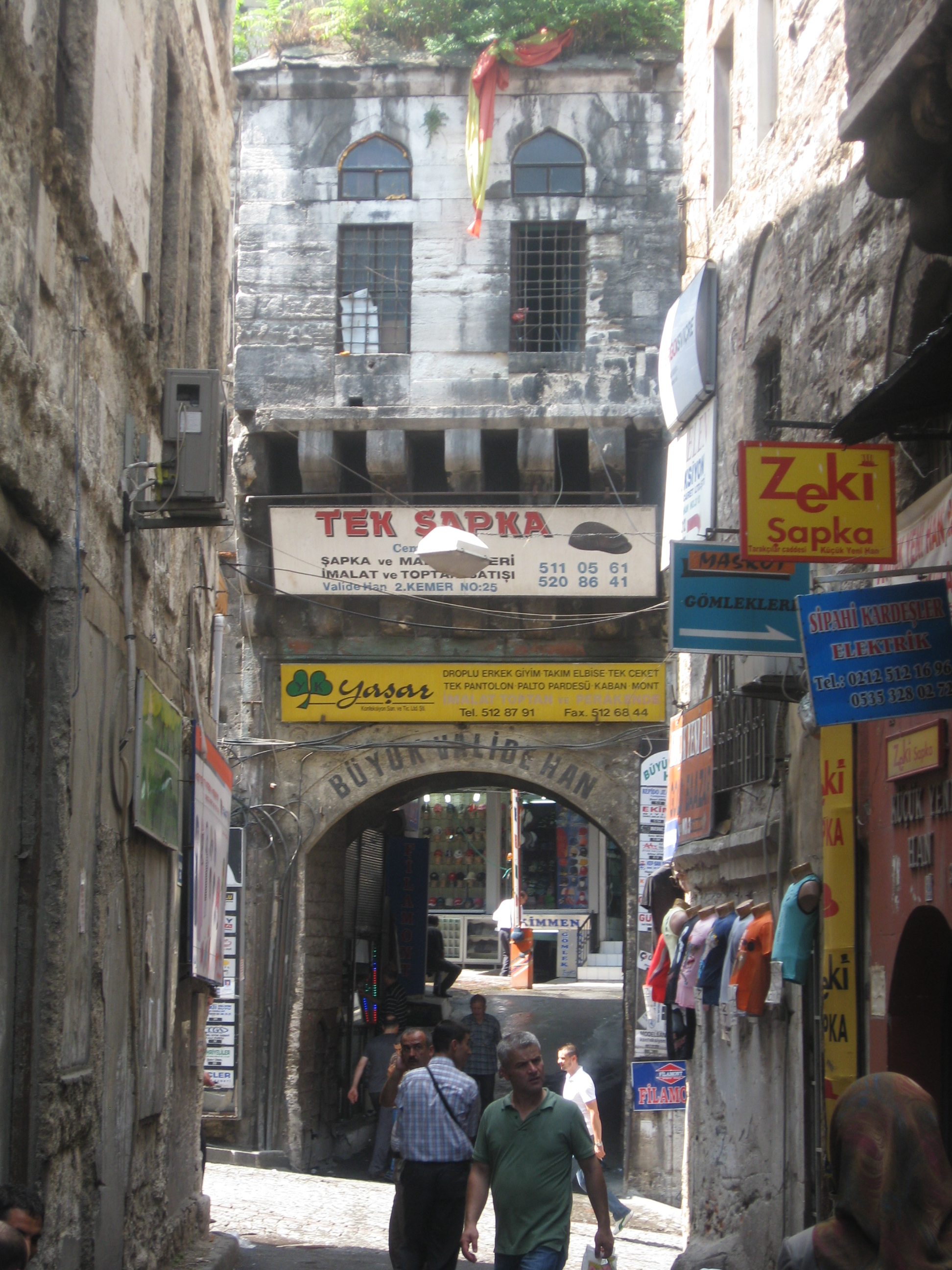
دروازه ورودی خان والده

این کاروانسرا و محله اطراف آن سال‌ها محل زندگی ایرانیان مقیم استانبول و جای اقامت بازرگانان ایرانی بود که به طور عمده از خوی، تبریز و شبستر به استانبول می‌آمدند. در دوران سلاطین عثمانی و پیش از ممنوع شدن مراسم مذهبی در دوران آتاتورک، شیعیان و به ویژه ایرانیان مقیم استانبول مراسم عزاداری محرم و سینه‌زنی و قمه‌زنی را در این کاروان‌سرا برپا می‌کردند و اهالی استانبول و خارجیان به تماشای انان می‌آمدند.
در صحن بزرگ میانی این کاروانسرا مسجد ایرانیان قرار دارد که همچنان دایر است و زیر نظر موسسه خیریه ایرانیان ترکیه اداره می‌شود.

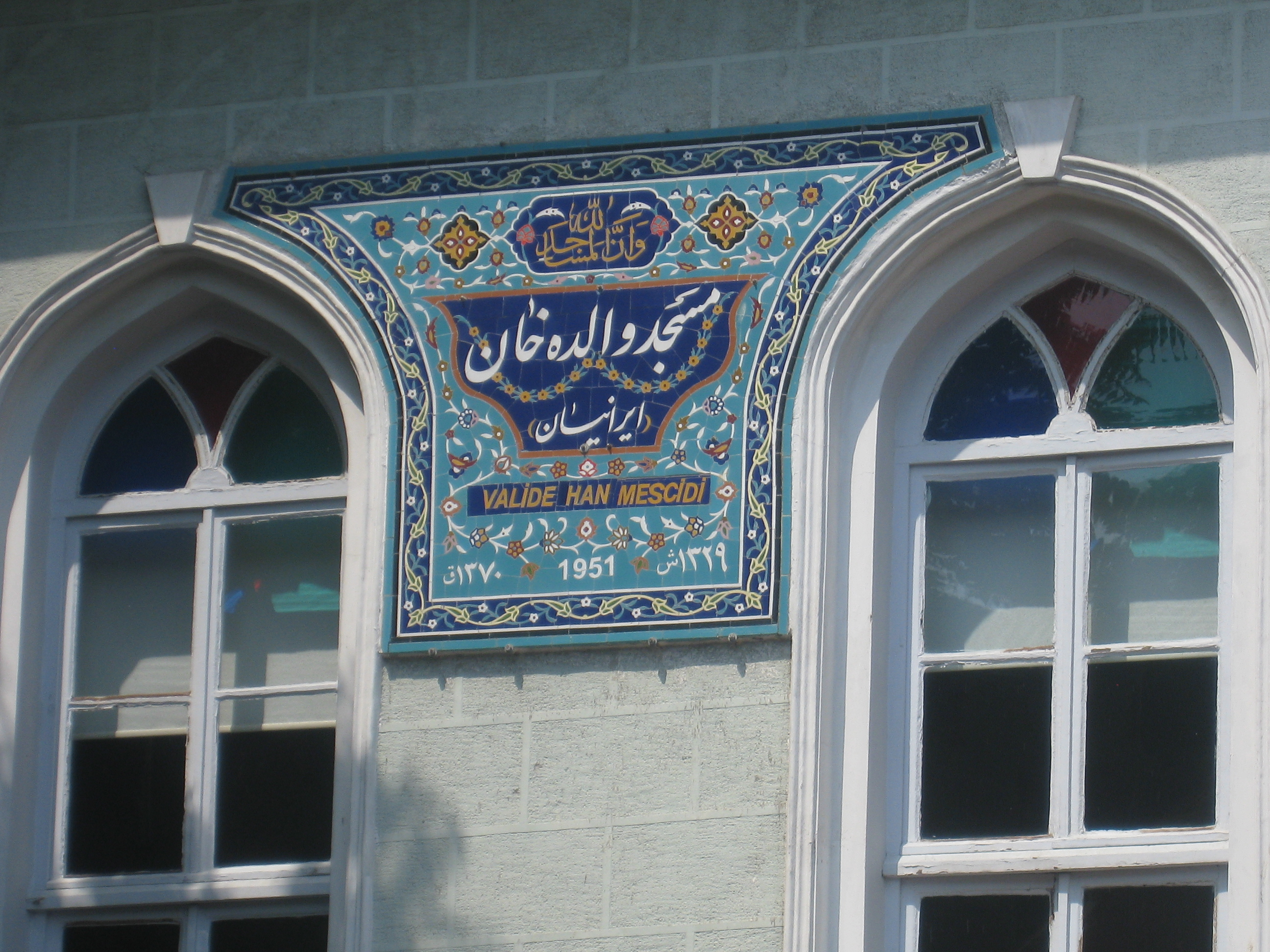
مسجد والده خان ایرانیان ترکیه در صحن خان والده

سید حسن تقی‌زاده و دیگر نویسندگان مجله کاوه در مقالاتی که در نقد کوشش‌های تجدد‌خواهانه ادبی تقی رفعت و دیگران می نوشتند از آثار آنان با نام ادبیات خان والده نام می‌بردند که اشاره‌ای است به دوران اقامت برخی از نویسندگان تجددخواه آن دوره، به خصوص تقی رفعت، در استانبول و احتمالا در خان والده.